# 98 Degrees (группа)
98 Degrees ― американская поп-группа, состоящая из четырех вокалистов: основателя группы Джеффа Тиммонса, братьев Ника и Дрю Лаше и Джастина Джеффра. Группа была образована Тиммонсом в Лос-Анджелесе, штат Калифорния, хотя все ее члены родом из Огайо. В отличие от большинства бой-бэндов, они сформировались независимо и только потом подписали контракт с лейблом. Они продали более 30 миллионов записей по всему миру. Группа воссоединилась для одноразового выступления на фестивале микстейпов в Херши, штат Пенсильвания, в августе 2012 года. После выступления воссоединение расширилось до нового альбома и места в туре The Package в 2013 году.

## История
Джефф Тиммонс решил бросить колледж и продолжить музыкальную карьеру с лучшим другом Джереми Волком. Он изучал психологию в Университете штата Кент в своем родном штате Огайо и планировал карьеру футболиста в НФЛ. В 1995 году после того, как он спел на вечеринке в колледже с тремя друзьями, у них появились поклонницы. На следующий день он бросил колледж и отправился в Лос-Анджелес, штат Калифорния. В 2004 году он сказал: 
Это было довольно поспешное решение, оглядываясь назад, но я был молод и глуп.
 Затем в группе появился Ник Лаше. Он предложил пригласить одного из своих друзей, Джастина Джеффра, присоединиться к ним. Последним участником, присоединившимся к группе, был младший брат Лаше, Дрю. После долгого выбора названия, они остановились на 98 Degrees.
Группа обратилась за вдохновением к таким группам, как Boyz II Men, Take 5 и Jodeci. Они прошли прослушивания в Лос-Анджелесе и постепенно стали своими в музыкальной индустрии. Подписание контракта с лейблом звукозаписи не заставило себя долго ждать, так как они воспользовались возможностью выступить во время радиопередачи концерта Boyz II Men, на котором они присутствовали в надежде передать свою демозапись. Они были обнаружены музыкальным менеджером Пэрисом Д'Джоном, который работал с Монтеллом Джорданом. Незадолго до того, как группа подписала контракт, Джонатан Липпман покинул группу из-за своих религиозных убеждений, позже он основал группу CCM True Vibe.
В то время Spice Girls, Backstreet Boys и NSYNC только что достигли вершины чартов по всему миру, группе пришлось придумать способ как заявить о себе и выделиться среди типичных поп-групп, которые они высмеивали. С самого начала они подчеркивали, что самостоятельно написали большую часть своего собственного материала, который отражал влияние R&B.
Их дебютный сингл «Invisible Man» занял 12-е место в Billboard Hot 100, достигнув статуса золотого после выхода в июле 1997 года. Хотя критическая реакция на дебют группы была неоднозначной, обзор Billboard их первого сингла отметил их вокальные способности, а добавление нового трека помогло сохранить группу в глазах общественности. Группа также много гастролировала, включая концерты в Азии. После завоевания популярности благодаря их появлению в анимационном диснеевском фильме «Мулан» с песней «True to Your Heart» в дуэте со Стиви Уандером, их альбом 98 Degrees and Rising стал 4× платиновым в 1998 году. После второго альбома 98 Degrees покинули Motown и перешли на лейбл Universal Records.
Первым крупным хитом группы стал «Because of You». Он занял 3-е место в Billboard Hot 100, 5-е место в Canadian Singles Chart и стал платиновым. В 1999 году 98 Degrees выпустили свой рождественский альбом This Christmas. В течение месяца после выхода альбом был сертифицирован как платиновый. Вторым крупным хитом стал «Thank God I Found You». Он занял 1-е место в Billboard Hot 100. А группа получила номинацию на премию Грэмми.
Летом 2000 года 98 Degrees выпустили первый сингл со своего нового альбома «Give Me Just One Night (Una Noche)». Он занял 2-е место в Billboard Hot 100 и был сертифицирован как золотой. В сентябре 2000 года был выпущен альбом группы Revelation. Он занял 2-е место в Billboard 200 и стал дважды платиновым. Следующими синглами группы стали «My Everything» и «The Way You Want Me To», оба они вошли в Топ-40. В 2002 году 98 Degrees выпустили сборник под названием The Collection с новым синглом «Why (Are We Still Friends)». Сингл попал в топ-40, на тот момент группа продала более 10 миллионов пластинок и выпустила 12 синглов.
Группа решила сделать перерыв, чтобы реализовать другие амбиции и возможности. Дрю Лаше заявил на своем веб-сайте, что группа не распалась, а просто находится в длительном перерыве. Во время перерыва у Дрю и его жены родилась дочь. Ник Лаше женился на певице Джессике Симпсон и выпустил два сольных альбома ― SoulO и What's Left of Me. Тиммонс выпустил сольный альбом Whisper That Way и планировал выпустить второй сольный альбом. Джеффр баллотировался на пост мэра Цинциннати, штат Огайо, и в настоящее время он работает с местными активистами над независимыми медиапроектами.
Группа собралась в 2004 году, чтобы спеть в шоу Nick & Jessica's Family Christmas. В сентябре 2005 года 98 Degrees выступили в клубе Purgatory в За-Рейне, чтобы поддержать Джеффра в его кандидатуре на пост мэра Цинциннати. В октябре 2006 года было объявлено, что Тиммонс примет участие в новом реалити-сериале VH1 Mission Man Band. Эта новость поставила под сомнение предыдущие сообщения о том, что группа добавила нового участника и записала новый альбом. Однако в 2011 году и Лаше, и Тиммонс подтвердили в отдельных интервью, что 98 Degrees все еще способны воссоединиться. Лаше заявил, что, несмотря на его плотный график, его нынешний концерт в Сингле возобновил его интерес к группе. В 2012 году был перезапущен официальный сайт 98 Degrees, а также официальная страница в Facebook. Твиттер-аккаунты всех участников также активны.
В интервью Rolling Stone 26 июля 2012 года Дрю Лаше рассказал, что за неделю до этого группа провела свою первую репетицию за последние десять лет. Он также объяснил, что группа решила вернуться вместе, потому что все они были в том месте в своей жизни, где им было комфортно снова быть в группе, и они также чувствовали, что время было правильным, потому что жанр поп-музыки вернулся. Что касается будущего группы, он сказал, что в настоящее время у них нет никаких планов. Однако в сентябре 2012 года он сообщил, что группа собирается вернуться в студию, чтобы записать новый альбом в октябре.
22 января 2013 года группа появилась в The View, чтобы объявить, что их тур состоится летом 2013 года. Тур по Северной Америке начался 28 мая 2013 года. Группа также исполнила песню во время финала сезона NBC «The Sing-Off». Группа выпустила свой новый альбом 2.0 7 мая 2013 года.
Летом 2016 года они снова перегруппировались, чтобы возглавить тур My2K, свой первый тур хедлайнеров за последние 15 лет. В 2017 году они вернулись в Universal Music и выпустили свой второй рождественский альбом Let it Snow, посвященный их 20-летию. 23 ноября 2017 года группа выступила с 90-секундным музыкальным выступлением на параде в честь Дня благодарения Macy's в Нью-Йорке.
21 мая 2018 года группа выступила с музыкальным выступлением, исполнив песни «The Hardest Thing» и «I Do». Они пели песни на конкурсе Мисс США, когда три последние девушки в последний раз выходили на сцену.
С 15 по 16 октября 2018 года 98 Degrees появились в Epcot в Walt Disney World в рамках серии концертов Eat To The Beat во время ежегодного фестиваля еды и вина.

## Дискография
- 98° (1997)
- 98° and Rising (1998)
- This Christmas (1999)
- Revelation (2000)
- 2.0 (2013)
- Let It Snow (2017)[15]